# Harold S. De Lay
Harold S. De Lay (ur. 13 maja 1876 w South Charleston, zm. 14 sierpnia 1950 w Nowym Jorku wg innych źródeł 6 sierpnia 1947) – amerykański malarz, ilustrator i twórca komiksowy Złotego Wieku.

## Życie prywatne
Harold Saylor De Lay urodził się w środkowo-zachodnim Ohio. Ukończył Art Institute of Chicago. W pierwszej dekadzie XX wieku podjął pracę jako artysta i ilustrator. Na początku XX wieku osiadł w Winnetka w Illinois, gdzie mieszkał z żoną Austrią i dziećmi.Na początku lat 30. porzucił rodzinę i przeprowadził się do Nowego Jorku, gdzie zamieszkał w dzielnicy Astoria. Zmarł tam w 1947 lub 1950 roku, pochowany został na cmentarzu w Winnetce.

## Kariera
Jego wczesne prace to m.in. ilustracje dla Technical World Magazine, 10 story book, do Thirty-One Years on the Plains and in the Mountains Williama F. Drannana, Life in the mines C.H. Simpsona, With Lyon in Missouri Byrona A. Dunna, The Quest of the Silver Fleece W.E.B. Du Boisa, The Short-Stop Zane'a Greya i "646" and the Troubleman Charlesa H. Olivera. Wykonał także pięć ilustracji do Daughters of Destiny Franka Bauma. W tamtym okresie pracował także jako grafik reklamowy, m.in. dla Elgin National Watch Company.
W latach 30. XX wieku pracował dla magazynów pulpowych, robiąc okładki do Golden Fleece i Weird Tales. Wykonał także szereg ilustracji, m.in. do prozy Roberta Howarda (począwszy od Czarnego Canaan), w tym do serii opowiadań o Conanie Barbarzyńcy - także do słynnych Czerwonych ćwieków.
Po zakończeniu współpracy z Weird Tales w 1939 roku rozpoczął pracę dla Funnies, Inc. (obecnie Marvel Comics) gdzie rysował okładki, ilustracje i kładł tusz w takich seriach jak Blue Bolt, Fantoman, Funny Pages, The Human Torch, Mystic Comics, Target Comics czy True Comics. Przygotował także komiksową adaptację Wyspy skarbów R.L. Stevensona.